# Дусаев, Олег Семёнович
Олег Семёнович Дусаев (10 июля 1980, Казань) — пианист, педагог, журналист, телеведущий, публицист. Стал широко известен после того, как в августе 2013 года совершил каминг-аут, то есть публично сообщил о том, что он гомосексуал. Информация вызвала широкий резонанс, который серьёзно повлиял на его жизнь и карьеру.

## Образование
Родился 10 июля 1980 года в Казани. С 1986 по 1992 год учился в средней специальной музыкальной школе при Казанской государственной консерватории у известного педагога Киры Шашкиной, первой учительницы знаменитого пианиста Михаила Плетнёва. Продолжил обучение у неё же в Центральной средней специальной музыкальной школе при Московской государственной консерватории имени П. И. Чайковского. Школу окончил в 1998 году. В этом же году поступил в Московскую консерваторию, где обучался в классе выдающегося профессора Веры Горностаевой. С 2003 по 2005 годы проходил у Горностаевой ассистентуру-стажировку. В годы учёбы был стипендиатом благотворительного фонда Новые имена, благотворительного фонда Владимира Спивакова, благотворительного фонда Мстислава Ростроповича.

## Конкурсы и фестивали
В 1992 году Олег Дусаев стал победителем международного конкурса пианистов имени Балиса Дварионаса в Вильнюсе, Литва. В 1995 году участвовал в международном конкурсе имени Фридерика Шопена в Гёттингене, Германия. В 1997 году был участником международного конкурса памяти Владимира Горовица в Киеве, Украина.
В 1998 году участвовал в Московском фестивале молодых пианистов имени Генриха Нейгауза. В 2000 году получил 1 премию на международном конкурсе пианистов в Обнинске (Россия). В 2001 году стал лауреатом 2 премии первого всероссийского конкурса-фестиваля концертмейстеров в Москве (Россия). В 2002 году принимал участие в международном музыкальном фестивале на Узедомских островах в Германии наряду с Михаилом Горбачёвым, Мстиславом Ростроповичем, Владимиром Спиваковым. В 2002 году получил 3 премию на Конкурсе детской песни в Москве (Россия) за создание песни «Город мастеров». В этом же году получил диплом лучшего концертмейстера на международном конкурсе вокалистов Bella Voce в Москве, Россия. Также в 2002 году стал финалистом международного конкурса пианистов в Танбридж-Уэллсе (Великобритания). В разные годы участвовал в фестивалях «Культура — третьему тысячелетию» в Оружейной палате Московского Кремля, «Шедевры и виртуозы» в Риге (Латвия), «Молодые таланты России на родине Чайковского» в Удмуртии, «Пианофорум» в Казани и других.

## Концертная и преподавательская деятельность
До 2006 года выступал в разных городах России и Европы. С 2001 по 2004 гг. работал концертмейстером, а затем преподавателем по классу фортепиано в Детской музыкальной школе академического музыкального училища при Московской консерватории. В течение нескольких лет сотрудничал с композитором Алексеем Айги, исполняя и записывая его киномузыку в составе ансамбля 4’33. Выступал с различными камерными и симфоническими оркестрами, в том числе Российским Национальным Оркестром, Камерным оркестром Московской консерватории, Ижевским симфоническим оркестром, Симфоническим оркестром государственной филармонии на Кавказских Минеральных Водах.
В 2006 году завершил исполнительскую и преподавательскую деятельность. Несколько лет Олег Дусаев был помощником знаменитого пианиста Николая Петрова.

## Журналистика
Будучи аспирантом, начал работать в 2004 году внештатным корреспондентом программы «Новости культуры» на телеканале «Культура». В 2004 году создал авторскую программу о классической музыке «БлокНОТ», которую вёл до октября 2006 года. В те годы это была одна из немногих программ о классической музыке на федеральном телевидении. В 2006 году на пресс-конференции Президента России Владимира Путина задал вопрос главе государства об ответственности российских СМИ.
Работал ведущим новостей на телевидении Западного Административного Округа города Москвы, редактором телеканала ТВ Центр, ведущим радио-программы «Сильное впечатление» на радио Культура и программы «Грамотей» на радио Голос России, сотрудничал с Независимой газетой.
В 2007—2008 гг. работал корреспондентом отдела культуры журнала The New Times, ведущим ток-шоу на портале newtimes.ru.
В журнале The New Times в эти годы выходили материалы Дусаева, среди которых выделяются интервью со знаменитыми музыкантами и деятелями культуры, такими, как Мстислав Ростропович, Григорий Померанц, Николай Петров, Гидон Кремер, София Губайдулина, Эльдар Рязанов, Родион Щедрин, Владимир Ашкенази и многие другие.
В прямом эфире newtimes.ru у Дусаева побывали известные политики и оппозиционеры: Алексей Навальный, Илья Яшин, Ирина Хакамада, Валерия Новодворская, гей-активист Николай Алексеев и многие другие.

## Увольнение с радио «Культура»
В ноябре 2007 года радио «Культура» прекратило трудовые отношения с Дусаевым после того, как в журнале The New Times вышла его статья «Бескультурная частота», в которой говорилось о возможном закрытии радиостанции.

## Камин-аут и увольнение с телеканала «Россия-Культура»
С 2008 года Олег Дусаев работал на телеканале Россия-Культура шеф-редактором группы выпуска новостей, с 2011 руководителем итоговой информационно-аналитической программы «Контекст».
30 августа 2013 года Олег Дусаев объявил на своей странице в facebook о том, что он гей.
Он сказал:

Честно и открыто я хочу сказать вам о том, что я гей. Тем, кто поспешит удалить меня из своих друзей, я хочу сообщить на прощание, что ориентация, гетеросексуальная или гомосексуальная, по моему мнению, не является определяющим фактором в отношении к жизни и к людям. Я остался совершенно таким же человеком, каким вы знали меня прежде— "Гей.ру"
.
Это заявление получило большой резонанс. В интервью телеканалу Дождь Дусаев сообщил, что на следующий день после его сообщения в facebook с ним перестали здороваться некоторые коллеги на телеканале Россия-Культура.
5 сентября 2013 года Дусаев получил приказ о том, что его контракт с телеканалом Россия-Культура будет расторгнут 19 сентября 2013 года.
О причинах увольнения он не сообщил, однако гей-ресурсы указывали на то, что это уход в результате «гомофобной травли». Другие СМИ высказывали предположения, что признание в гомосексуальности могло стать причиной увольнения Дусаева.

## Заключение брака
24 октября 2013 года Олег Дусаев заключил брак в мэрии Нью-Йорка со своим партнёром, психологом Дмитрием Степановым. 
После свадьбы в родном городе Дмитрия Степанова Саранске в популярной местной газете «Столица С» вышло пять больших материалов, посвященных гей-браку, в которых его осуждали. Британская газета Guardian поставила историю Дусаева в ряд 30 историй геев во всем мире в 2013 году.
В России этот брак не может быть официально признан, так как согласно Семейному кодексу Российской Федерации «…регулирование семейных отношений осуществляется в соответствии с принципами добровольности брачного союза мужчины и женщины».

## Христианство
Дусаев высказывался о христианстве и называл себя христианином. В 2008 году он записал аудио книгу Клайва Стейплза Льюиса «Просто христианство». Несколько лет Олег Дусаев был волонтёром в Российской Детской Клинической Больнице.